# Schultzidia
Schultzidia is een geslacht van straalvinnige vissen uit de familie van de slangalen (Ophichthidae).

## Soorten
- Schultzidia johnstonensis Schultz & Woods, 1949
- Schultzidia retropinnis Fowler, 1934